# Petah Tikva Troopers 2019-2020
Questa voce raccoglie le informazioni riguardanti i Petah Tikva Troopers nelle competizioni ufficiali della stagione 2019-2020.

## Israel Football League 2019-2020

### Pre-season
| Mazkeret Batya 22 novembre 2019, ore 10:00 | Mazkeret Batya Silverbacks | 34 – 6 (0-0 16-0 6-6 12-0) referto | Petah Tikva Troopers | (0 spett.)\| Arbitro: \| Greisas \| |
| Arbitro:                                   | Greisas                    |                                    |                      |                                     |

### Statistiche di squadra
| Competizione | %Vittorie | In casa | In casa | In casa | In casa | In casa | In casa | In trasferta | In trasferta | In trasferta | In trasferta | In trasferta | In trasferta | Totale | Totale | Totale | Totale | Totale | Totale |
| Competizione | %Vittorie | G       | V       | N       | P       | Pf      | Ps      | G            | V            | N            | P            | Pf           | Ps           | G      | V      | N      | P      | Pf     | Ps     |
| ------------ | --------- | ------- | ------- | ------- | ------- | ------- | ------- | ------------ | ------------ | ------------ | ------------ | ------------ | ------------ | ------ | ------ | ------ | ------ | ------ | ------ |
| Preseason    | .000      | 0       | 0       | 0       | 0       | 0       | 0       | 1            | 0            | 0            | 1            | 6            | 34           | 1      | 0      | 0      | 1      | 6      | 34     |
| Totale       | .000      | 0       | 0       | 0       | 0       | 0       | 0       | 1            | 0            | 0            | 1            | 6            | 34           | 1      | 0      | 0      | 1      | 6      | 34     |